# Inversions (roman)
Pour les articles homonymes, voir Inversion et Inversions.
Inversions (titre original : Inversions) est un roman de science-fiction de l'auteur écossais Iain Banks, paru pour la première fois en anglais en 1998 sous le même titre, puis traduit et publié en français en 2002. Il s'insère dans le cycle de la Culture bien que ne faisant jamais directement allusion au monde de la culture.
Banks dit de ce roman : « Inversions fut une tentative d'écrire un roman sur la culture qui n'en était pas un ».

## Résumé
Le docteur Vosill et le garde du corps DeWar sont apparemment d'anciens amis de la Culture qui ont décidé à des moments différents de s'exiler sur une planète médiévale. Respectivement médecin d'un des rois de la planète et garde du corps d'un autre dirigeant, ils essaient de vivre d'après leur conscience.

## Personnages principaux
- Le Docteur Vosill, médecin personnel du roi Quience
- Le garde du corps DeWar, garde du corps du protecteur UrLeyn
- Quience, le roi d'Haspidus
- UrLeyn, le régicide qui a renversé le précédent roi de Tassaden

## Éditions
- (en) Inversions, Londres, Orbit Books, 1998
- (fr) Inversions, trad. de Nathalie Serval, Paris, Fleuve Noir, 25 avril 2002  (ISBN 9782265071926)
- (fr) Inversions, trad. de Nathalie Serval, Paris, Le Livre de Poche, 8 octobre 2003  (ISBN 9782253066835)